# Тургень
Турге́нь (каз. Түрген) — село у складі Єнбекшиказахського району Алматинської області Казахстану. Адміністративний центр Тургенського сільського округу.
Село було засноване 1864 року російськими переселенцями як Михайловське, з 1921 року має сучасну назву.
Населення — 13828 осіб (2021; 12116 у 2009, 9741 у 1999, 9624 у 1989).

## Клімат
Село знаходиться у зоні, котра характеризується вологим континентальним кліматом з теплим літом. Найтепліший місяць — липень із середньою температурою 23 °C (73.4 °F). Найхолодніший місяць — січень, із середньою температурою -6.6 °С (20.1 °F).
| Клімат Тургеня          | Клімат Тургеня | Клімат Тургеня | Клімат Тургеня | Клімат Тургеня | Клімат Тургеня | Клімат Тургеня | Клімат Тургеня | Клімат Тургеня | Клімат Тургеня | Клімат Тургеня | Клімат Тургеня | Клімат Тургеня | Клімат Тургеня |
| Показник                | Січ.           | Лют.           | Бер.           | Квіт.          | Трав.          | Черв.          | Лип.           | Серп.          | Вер.           | Жовт.          | Лист.          | Груд.          | Рік            |
| Середня температура, °C | −6,6           | −5,5           | 2,2            | 10,8           | 16,1           | 20,5           | 23             | 21,7           | 16,5           | 9,1            | 1,6            | −3,8           | 8,8            |
| Норма опадів, мм        | 13.2           | 12.2           | 21.3           | 34.8           | 40.4           | 36.8           | 31             | 24.2           | 20.6           | 27.9           | 22.2           | 14.5           | 299.1          |
| Днів з опадами          | 8,2            | 8,8            | 11,4           | 11             | 12,3           | 11,2           | 9              | 6,4            | 5,7            | 7,9            | 8,8            | 8,5            | 109,2          |
| Вологість повітря, %    | 75.8           | 76.6           | 66.9           | 52.5           | 51             | 46.9           | 44.6           | 43.2           | 45.9           | 56.4           | 67.9           | 76.9           | 58.7           |
| ----------------------- | -------------- | -------------- | -------------- | -------------- | -------------- | -------------- | -------------- | -------------- | -------------- | -------------- | -------------- | -------------- | -------------- |
| Джерело: Weatherbase    |                |                |                |                |                |                |                |                |                |                |                |                |                |

## Уродженці
- Терьохін Микола Іванович (1901—1978) — Герой Радянського Союзу.